# 東關王廟
東関王廟（とうかんおうびょう、東関帝廟または東廟とも）は、 韓国のソウル市の鐘路区・東大門にある関帝廟。規模は9,315 m2。

## 歴史
1599年に文禄・慶長の役の後に建設され、1601年に明王朝の援助をもって完成した。 かつては南廟、北廟、西廟、中廟も存在したが、南廟は朝鮮戦争によって破壊された後に銅雀区に移転し、残る３つは大韓帝国時代1908年に破壊されたため、東廟が現存する唯一のものである。
1963年1月21日には宝物第142号 に指定された。近年では、中国人観光客の誘致のために修復を行っている。
2016年5月4日、観光客によって瓦塀が壊される事件が発生した。

## 写真

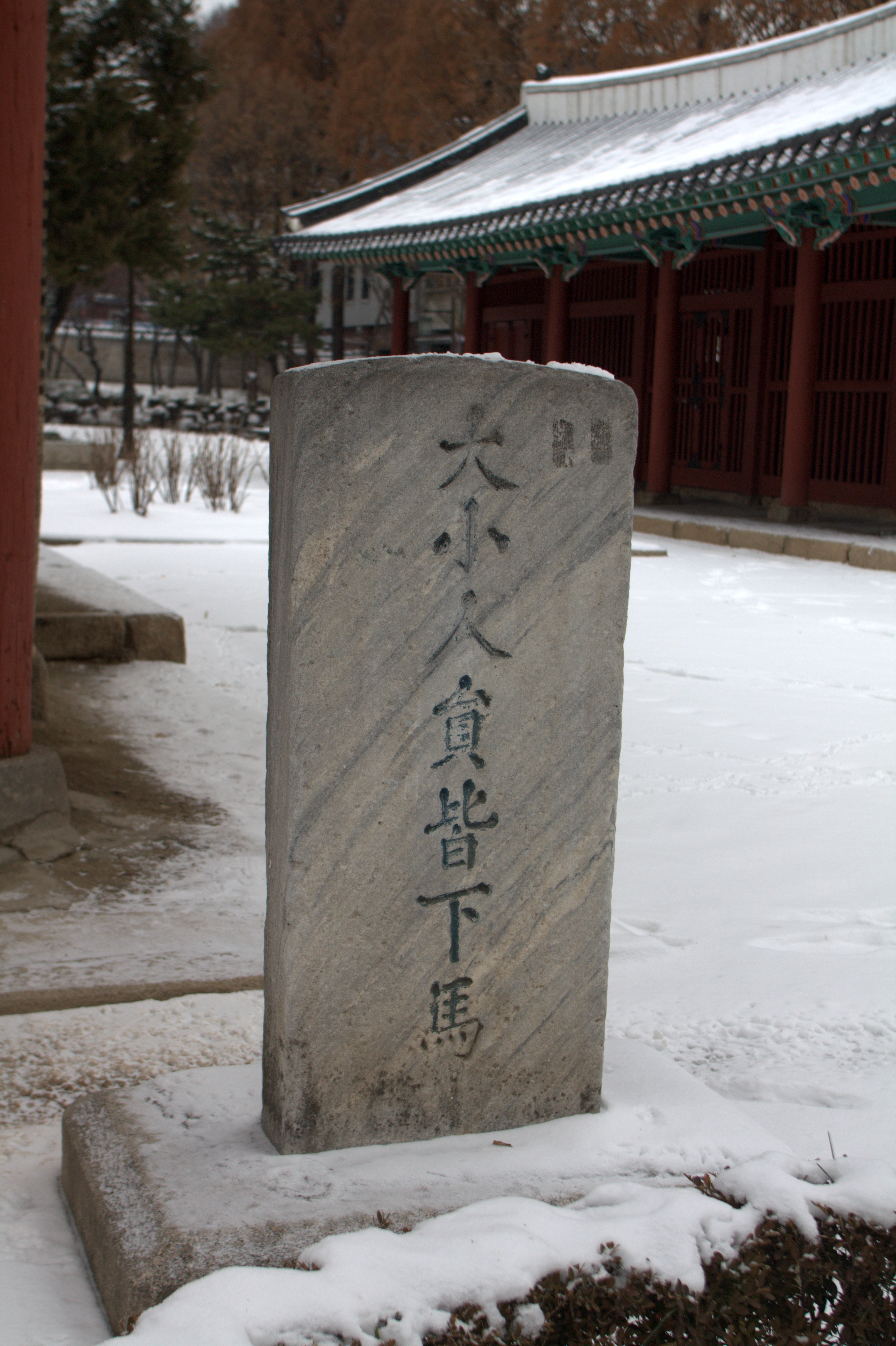
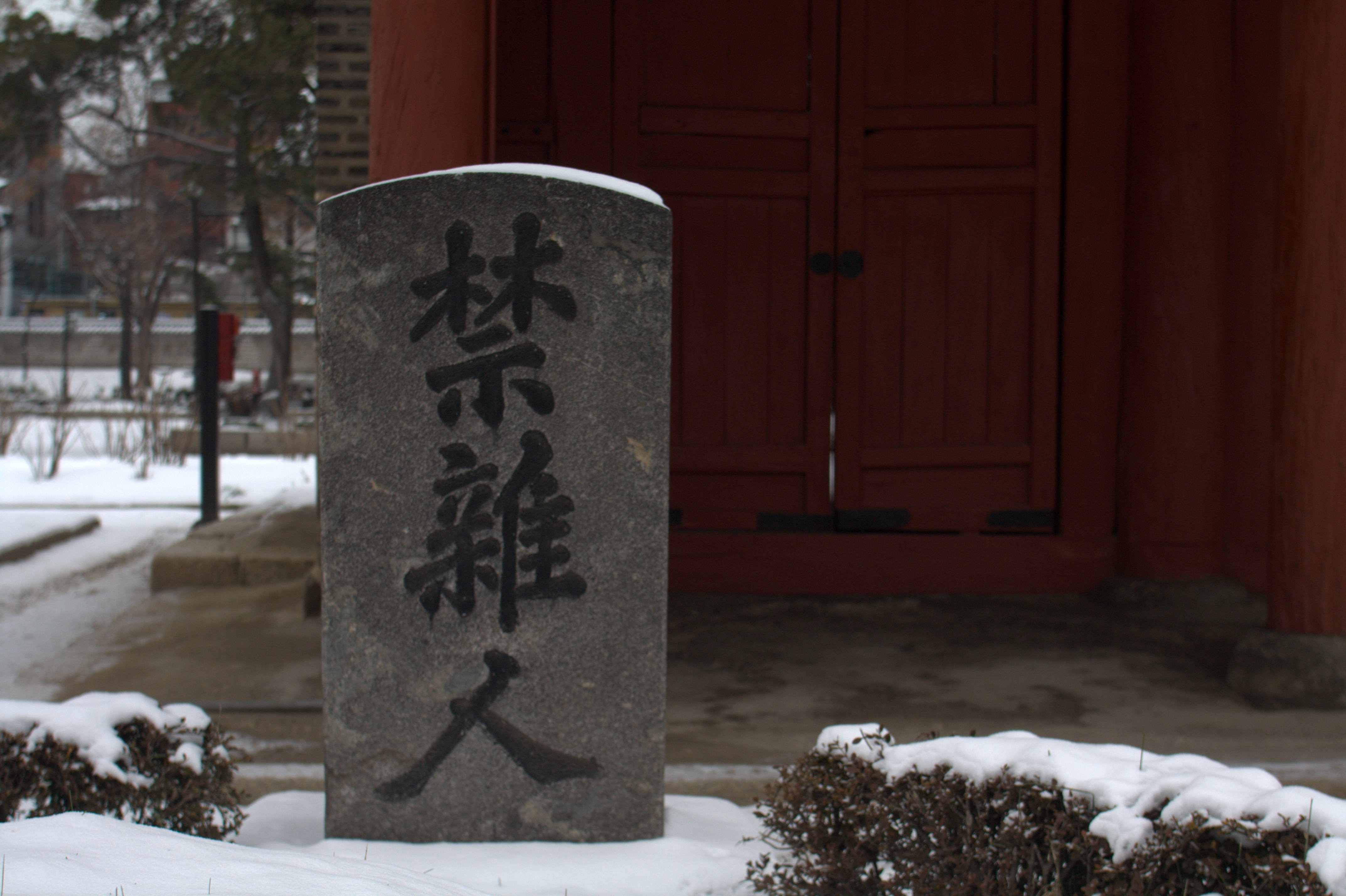
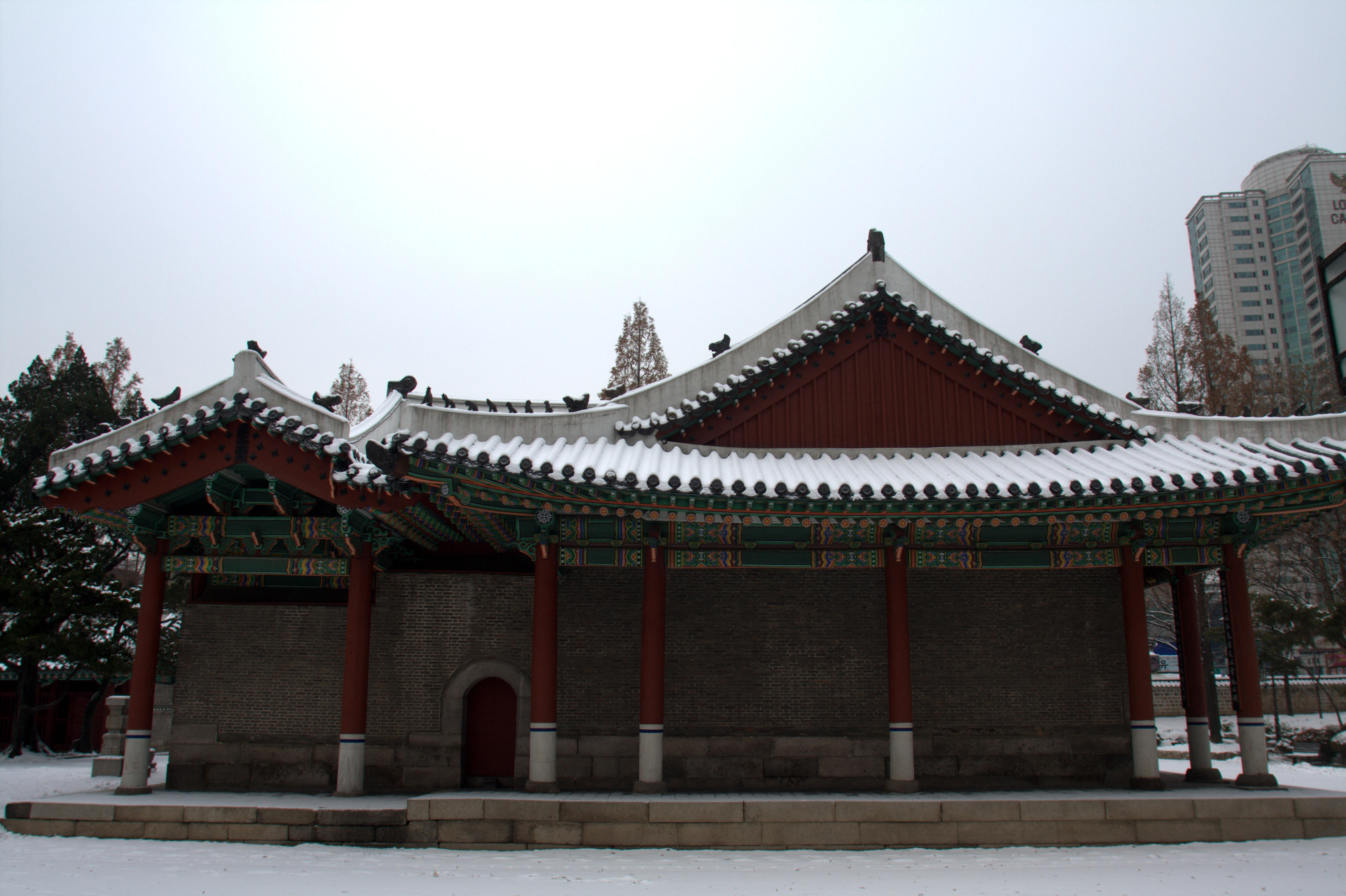
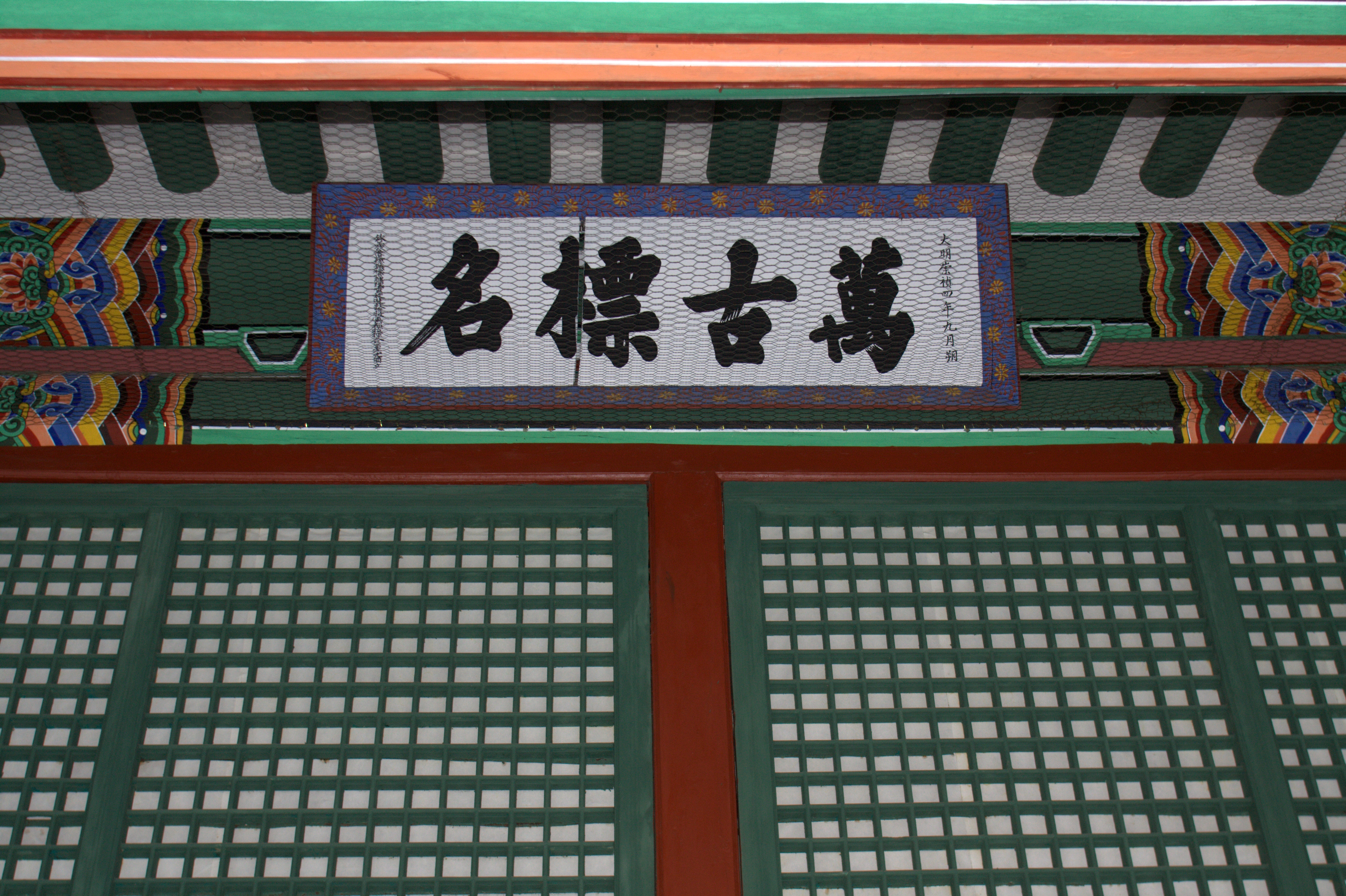
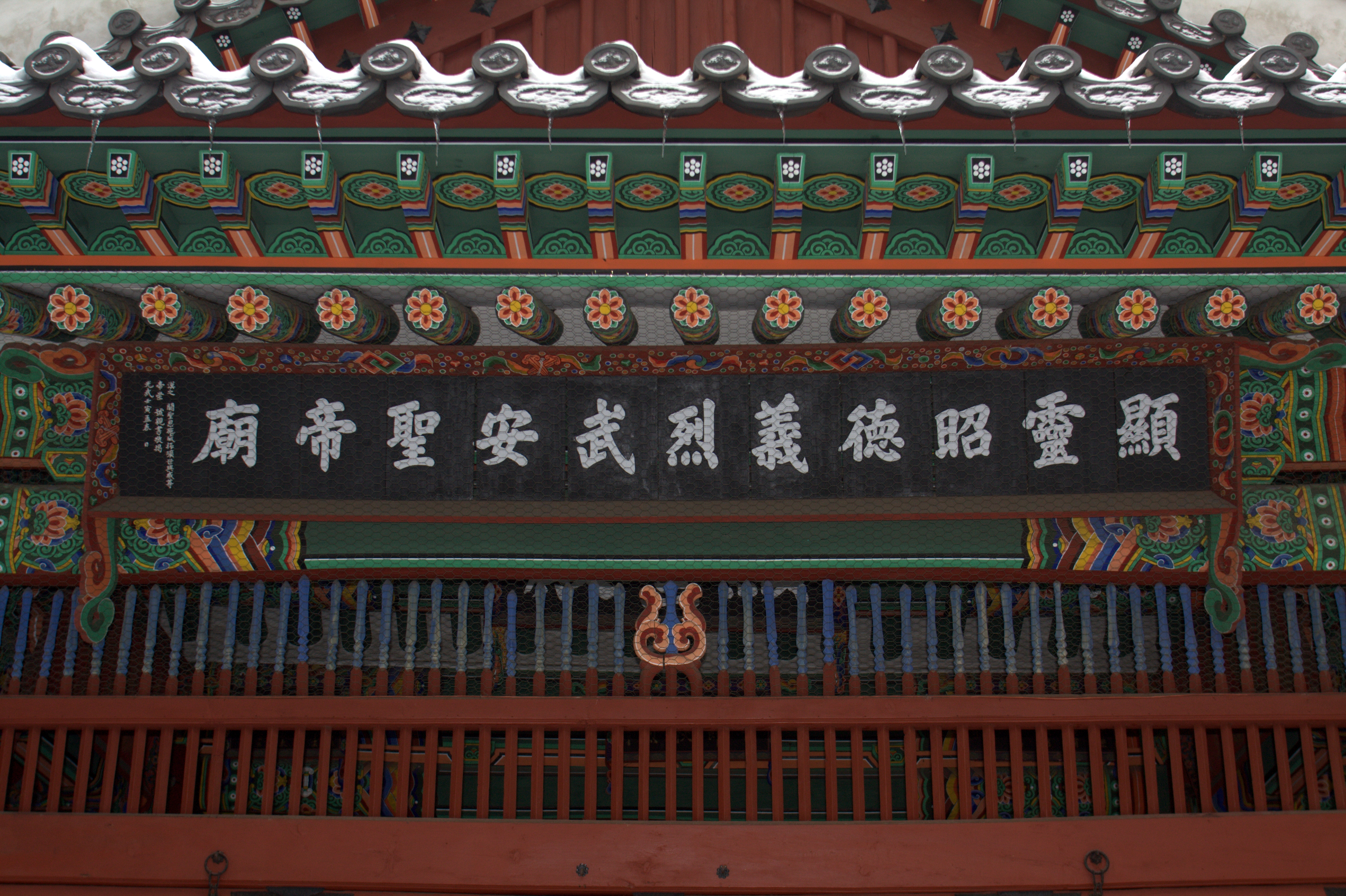
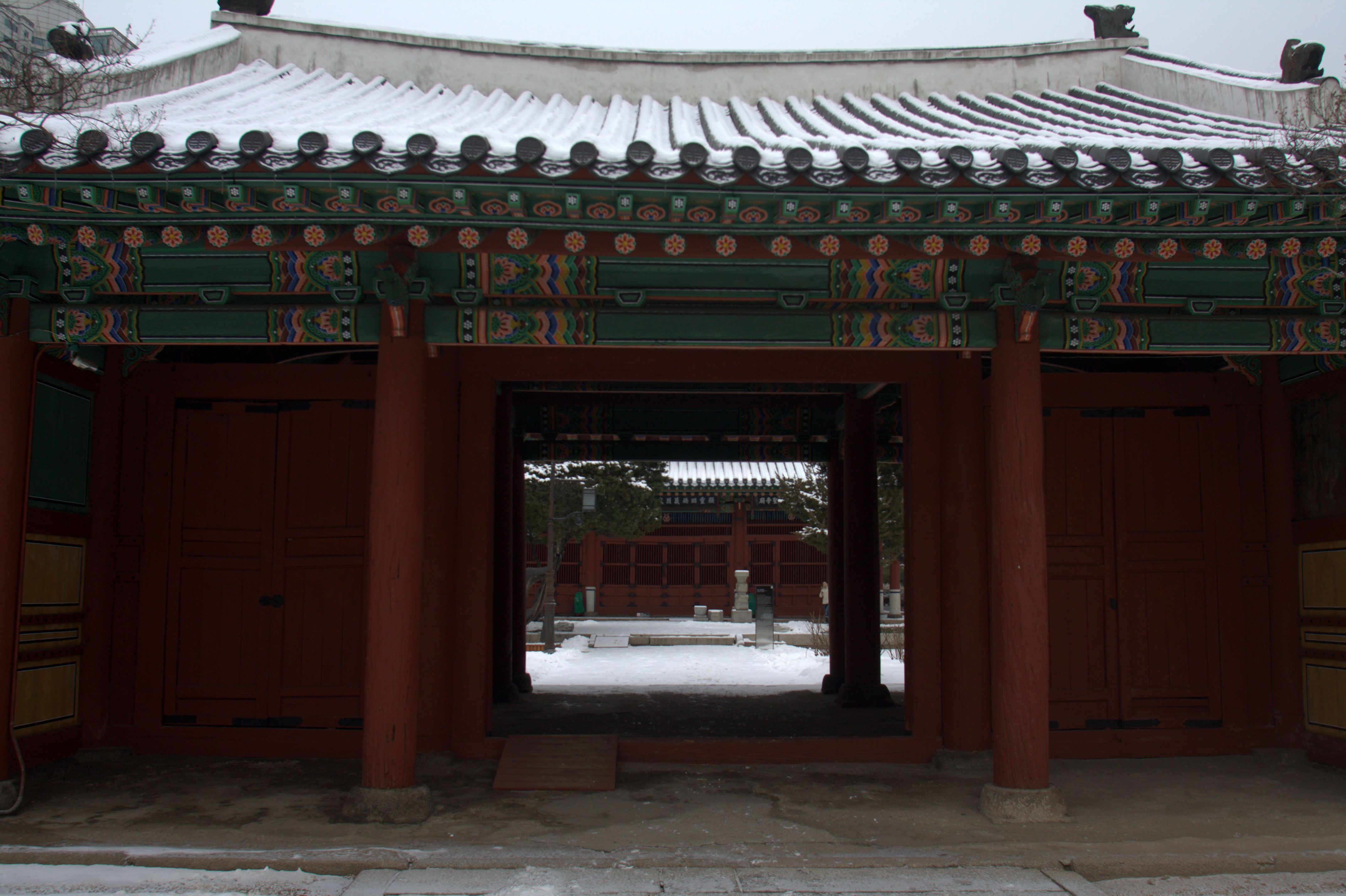

## 交通
- 東廟前駅 （ソウル交通公社 1号線・6号線）